# Fórmula de Cameron–Martin
Em matemática, a fórmula de Cameron–Martin ou teorema de Cameron–Martin é um teorema de teoria da medida que descreve como medidas abstratas de Wiener mudam sob translação por certos elementos do espaço de Cameron–Martin ou espaço de Hilbert com núcleo reprodutor. Recebe este nome em homenagem aos matemáticos norte-americanos Robert Horton Cameron e William Theodore Martin.

## Motivação
A medida de Gauss padrão {\displaystyle \gamma ^{n}} em um espaço euclidiano Rn de {\displaystyle n} dimensões não é invariante por translação. Na verdade, há uma única medida de Radon invariante por translação à escala segundo o teorema de Haar: a medida de Lebesgue de {\displaystyle n} dimensões, denotada aqui como {\displaystyle dx}. Em vez disso, um subconjunto mensurável {\displaystyle A} tem a medida de Gauss
{\displaystyle \gamma _{n}(A)={\frac {1}{(2\pi )^{n/2}}}\int _{A}\exp \left(-{\tfrac {1}{2}}\langle x,x\rangle _{\mathbf {R} ^{n}}\right)\,dx.}
Aqui, {\displaystyle \langle x,x\rangle _{\mathbf {R} ^{n}}} se refere ao produto escalar euclidiano em Rn. A medida de Gauss da translação de {\displaystyle A} por um vetor {\displaystyle h\in } Rn  é
{\displaystyle {\begin{aligned}\gamma _{n}(A-h)&={\frac {1}{(2\pi )^{n/2}}}\int _{A}\exp \left(-{\tfrac {1}{2}}\langle x-h,x-h\rangle _{\mathbf {R} ^{n}}\right)\,dx\\&={\frac {1}{(2\pi )^{n/2}}}\int _{A}\exp \left({\frac {2\langle x,h\rangle _{\mathbf {R} ^{n}}-\langle h,h\rangle _{\mathbf {R} ^{n}}}{2}}\right)\exp \left(-{\tfrac {1}{2}}\langle x,x\rangle _{\mathbf {R} ^{n}}\right)\,dx.\end{aligned}}}
Então, sob translação por {\displaystyle h}, a medida de Gauss escala pela função de distribuição que aparece na última exposição:
{\displaystyle \exp \left({\frac {2\langle x,h\rangle _{\mathbf {R} ^{n}}-\langle h,h\rangle _{\mathbf {R} ^{n}}}{2}}\right)=\exp \left(\langle x,h\rangle _{\mathbf {R} ^{n}}-{\tfrac {1}{2}}\|h\|_{\mathbf {R} ^{n}}^{2}\right).}
A medida que associa ao conjunto {\displaystyle A} o número {\displaystyle \gamma _{n}(A-h)} é a medida imagem, denotada como {\displaystyle (T_{h})_{*}(\gamma _{n})}. Aqui, {\displaystyle T_{h}:} Rn {\displaystyle \rightarrow } Rn se refere ao mapa da translação: {\displaystyle T_{h}(x)=x+h}. O cálculo acima mostra que a derivada de Radon-Nikodym da medida imagem referente à medida de Gauss original é dada por
{\displaystyle {\frac {\mathrm {d} (T_{h})_{*}(\gamma ^{n})}{\mathrm {d} \gamma ^{n}}}(x)=\exp \left(\left\langle h,x\right\rangle _{\mathbf {R} ^{n}}-{\tfrac {1}{2}}\|h\|_{\mathbf {R} ^{n}}^{2}\right).}
A medida de Wiener abstrata {\displaystyle \gamma } em um espaço de Banach separável {\displaystyle E}, em que {\displaystyle i:H\rightarrow E} é um espaço de Wiener abstrato, é também uma "medida de Gauss" no sentido adequado. Quanto à mudança sob translação, uma fórmula semelhante àquela acima se aplica se considerarmos apenas translações por elementos no subespaço denso {\displaystyle i(H)\subseteq E}.

## Afirmação
Considere {\displaystyle i:H\rightarrow E} um espaço de Wiener abstrato com medida de Wiener abstrata {\displaystyle \gamma :E(Borel)\rightarrow [0,1]}. Para {\displaystyle h\in H}, define-se {\displaystyle T_{h}:E\rightarrow E} por {\displaystyle T_{h}(x)=x+i(h)}. Então, {\displaystyle (T_{h})_{*}(\gamma )} é equivalente a {\displaystyle \gamma } com derivada de Radon–Nikodym
{\displaystyle {\frac {\mathrm {d} (T_{h})_{*}(\gamma )}{\mathrm {d} \gamma }}(x)=\exp \left(\langle h,x\rangle ^{\sim }-{\tfrac {1}{2}}\|h\|_{H}^{2}\right),}
em que
{\displaystyle \langle h,x\rangle ^{\sim }=I(h)(x)}
denota a integral de Paley–Wiener.
A fórmula de Cameron–Martin é válida apenas para translações por elementos do subespaço denso {\displaystyle i(H)\subseteq E}, chamado de espaço de Cameron–Martin, e não por elementos arbitrários de {\displaystyle E}. Se a fórmula de Cameron–Martin se aplicasse a translações arbitrárias, contradiria o seguinte resultado:
Se {\displaystyle E} for um espaço de Banach separável e {\displaystyle \mu } uma medida de Borel em {\displaystyle E} equivalente a sua própria imagem sob qualquer translação, então, ou {\displaystyle E} tem dimensão finita ou {\displaystyle \mu } é a medida trivial.
De fato, {\displaystyle \gamma } é uma medida quase-invariante sob translação por um elemento {\displaystyle v} se e somente se {\displaystyle v\in i(H)}. Vetores em {\displaystyle i(H)} são às vezes chamados de direções de Cameron-Martin.

## Integração por partes
A fórmula de Cameron–Martin dá origem a uma fórmula de integração por partes em {\displaystyle E}. Se {\displaystyle E\rightarrow } R tiver uma derivada de Fréchet limitada {\displaystyle \operatorname {D} F:E\rightarrow \operatorname {Lin} (E;}R{\displaystyle )=E^{*}}, a integração da fórmula de Cameron–Martin em relação à medida de Wiener em ambos os lados dá
{\displaystyle \int _{E}F(x+ti(h))\,\mathrm {d} \gamma (x)=\int _{E}F(x)\exp \left(t\langle h,x\rangle ^{\sim }-{\tfrac {1}{2}}t^{2}\|h\|_{H}^{2}\right)\,\mathrm {d} \gamma (x)}
para qualquer {\displaystyle t\in } R. A diferenciação formal em relação a {\displaystyle t} e a avaliação em {\displaystyle t=0} dá a fórmula de integração por partes
{\displaystyle \int _{E}\mathrm {D} F(x)(i(h))\,\mathrm {d} \gamma (x)=\int _{E}F(x)\langle h,x\rangle ^{\sim }\,\mathrm {d} \gamma (x).}
A comparação com o teorema da divergência do cálculo vetorial sugere
{\displaystyle \mathop {\mathrm {div} } [V_{h}](x)=-\langle h,x\rangle ^{\sim },}
em que {\displaystyle V_{h}:E\rightarrow E} é o "campo vetorial" {\displaystyle V_{h}(x)=i(h)} para todo {\displaystyle x\in E}. A intenção de considerar campos vetoriais mais gerais e pensar integrais estocásticas como "divergências" leva ao estudo dos processos estocásticos e do cálculo de Malliavin e, em particular, o teorema de Clark–Ocone e sua fórmula associada de integração por partes.

## Aplicação
Pelo teorema de Cameron–Martin, é possível estabelecer que, para uma matriz definitiva, não negativa, simétrica e q x q {\displaystyle H(t)}, cujos elementos {\displaystyle H_{j,k}(t)} são contínuos e satisfazem à condição
{\displaystyle \int _{0}^{1}\sum _{j,k=1}^{q}|H_{j,k}(t)|\,dt<\infty ,}
e para um processo de Wiener {\displaystyle q}-dimensional {\displaystyle w(t)} que
{\displaystyle E\left[\exp \left(-\int _{0}^{1}w'(t)H(t)w(t)\,dt\right)\right]=\exp \left[{\tfrac {1}{2}}\int _{0}^{1}\operatorname {tr} (G(t))\,dt\right],}
em que {\displaystyle G(t)} é uma matriz definitiva, não positiva e q x q, uma solução única da equação de Riccati avaliada em matriz
{\displaystyle {\frac {dG(t)}{dt}}=2H(t)-G^{2}(t).}